# 一宇峡

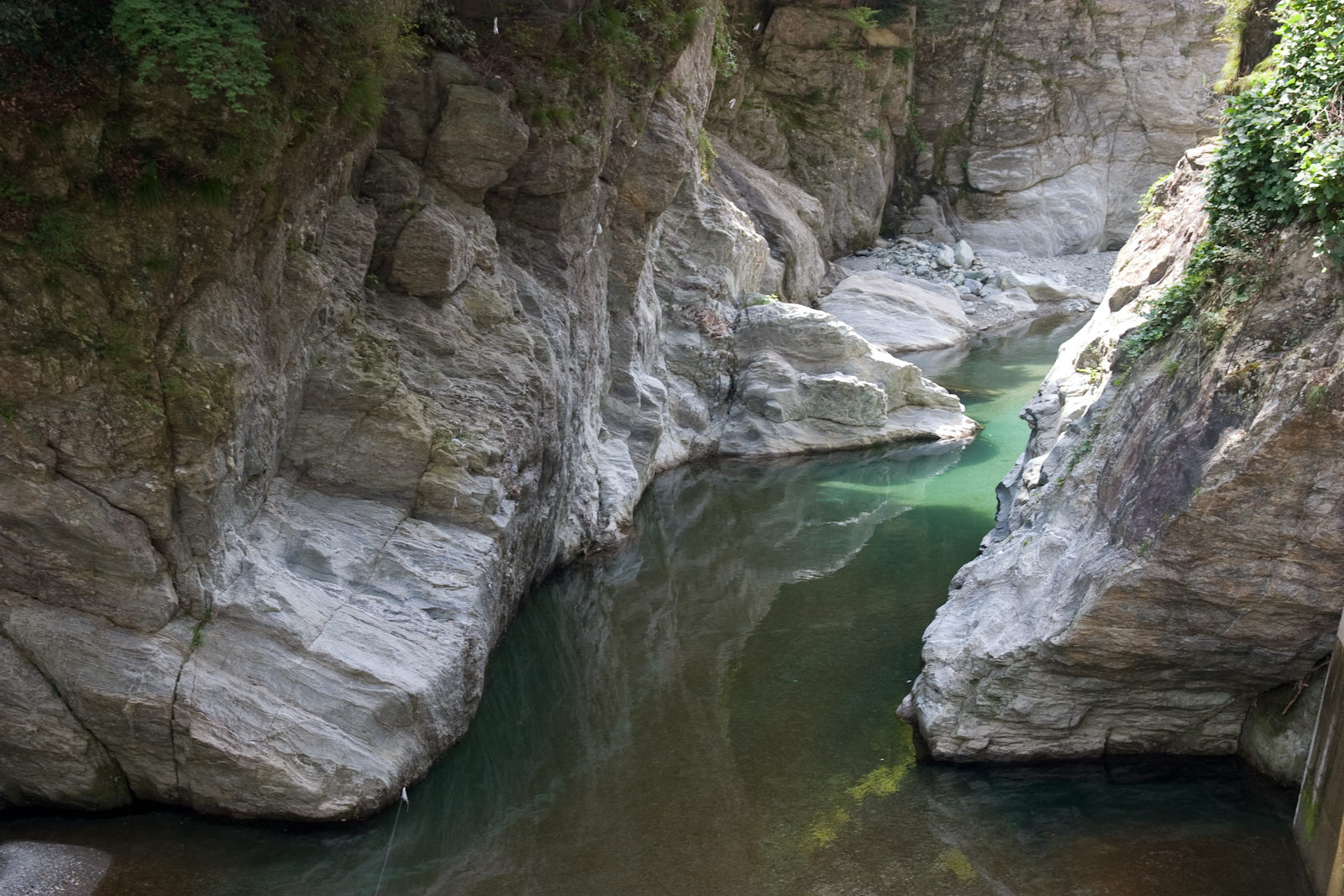
一宇峡

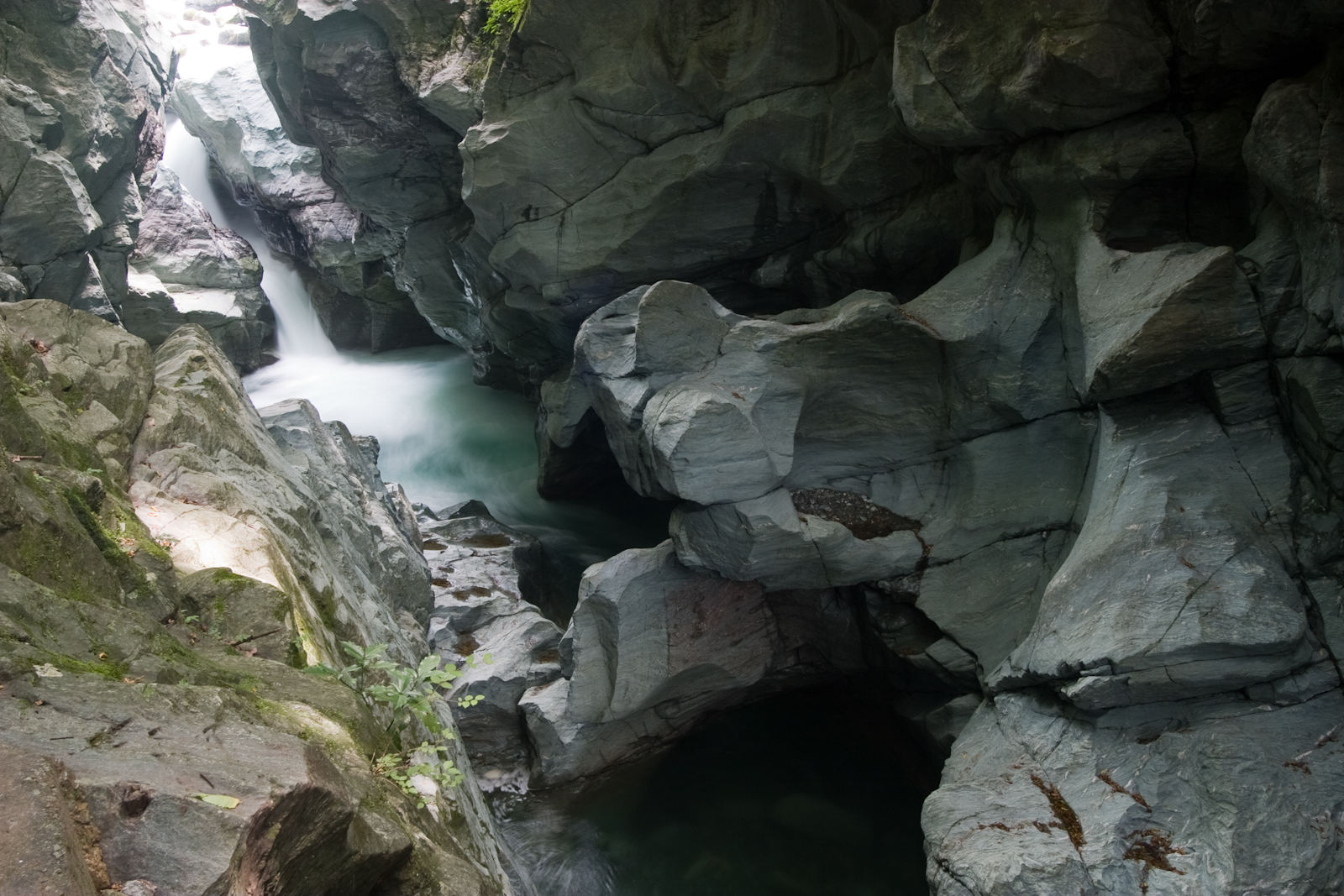
土釜

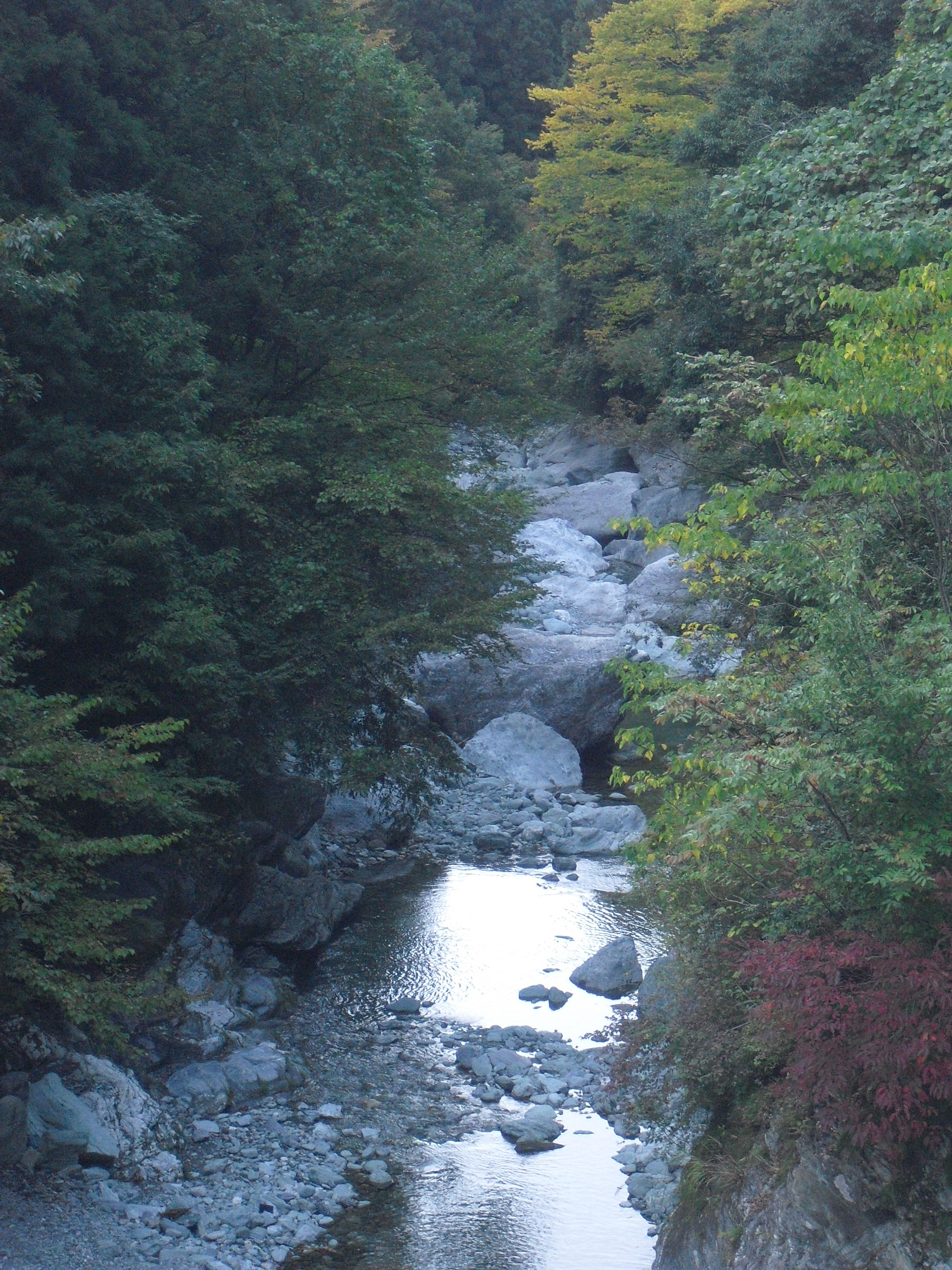
一宇峡

一宇峡（いちうきょう）は、徳島県美馬郡つるぎ町一宇十家を流れる吉野川水系の一宇川（貞光川）に位置する峡谷。延長10km。とくしま水紀行50選に選定。 

## 概要
剣山国定公園内にあり、標高1711.9mの丸笹山とその山系を流れ出た水によってつくられた険しい渓谷。鳴滝や土釜の周辺に位置する貞光川渓谷で、春はツツジ、秋は紅葉が峡谷を鮮やかに彩る。

## アクセス
- JR「貞光駅」から四国交通バス葛籠行きで45分、「八面橋」下車すぐ。